# (6064) Holašovice
(6064) Holašovice es un asteroide perteneciente al cinturón de asteroides, región del sistema solar que se encuentra entre las órbitas de Marte y Júpiter, descubierto el 23 de abril de 1987 por Antonín Mrkos desde el Observatorio Kleť, České Budějovice, República Checa.

## Designación y nombre
Designado provisionalmente como 1987 HE1. Fue nombrado Holašovice en homenaje a un pueblo en el sur de Bohemia al norte de Klet Mountain. Holašovice es un ejemplo excepcionalmente intacto y bien conservado de la arquitectura tradicional de la aldea de Europa Central, que contiene una serie de edificios vernáculos de los siglos XVIII y XIX en un estilo conocido como el Barroco Folklórico del Sur de Bohemia. Desde 1998, Holašovice figura en la lista de sitios culturales y naturales del Patrimonio Mundial de la Unesco.

## Características orbitales
Holašovice está situado a una distancia media del Sol de 2,207 ua, pudiendo alejarse hasta 2,559 ua y acercarse hasta 1,855 ua. Su excentricidad es 0,159 y la inclinación orbital 5,366 grados. Emplea 1198,20 días en completar una órbita alrededor del Sol.

## Características físicas
La magnitud absoluta de Holašovice es 13,7. Tiene 4,372 km de diámetro y su albedo se estima en 0,369. 